# Rocciano
Rocciano (o Rucciano, e anche Rogiani) è una frazione del comune di Teramo che sorge a circa 450 metri sul livello del mare, non lontano dagli abitati di Frondarola e Spiano e dal bivio per Valle San Giovanni. Attualmente Rocciano dista 1 km e 700 m dalla SS. 80 del Gran Sasso, nel tratto Teramo-Montorio al Vomano. 

Prima della dismissione del tratto Frondarola-Collevecchio, la distanza dalla vecchia statale era di soli 700 metri. Oggi il tratto dismesso è diventata una strada provinciale, poco trafficata, adatta al cicloturismo e alle passeggiate a piedi.

## Storia
Nei pressi dell'attuale Rocciano passava un tempo la romana via Raussa (o Retusa), un ramo della Via Cecilia, nel tratto che dall'attuale Montorio al Vomano andava verso Interamnia.
La più antica citazione del borgo di Rocciano si trova nel Cartulario della Chiesa aprutina e si riferisce alla donazione che un Guiberto di Teutone fece nel 1026 al vescovo aprutino Pietro II di alcune proprietà situate in varie località, tra le quali alcune "in Rocciano". Lo ricorda Savini nei suoi studi sulle Famiglie teramane, alla voce Totoneschi, citando appunto il Cartulario, appendice, doc. II.
- Nel 1062, beni situati "in Rocciano" sono compresi nella donazione che il Vescovo Pietro III accettava dai conti Guido e Tisone di Mongino;
- Un castello di Altino, situato su un colle presso Rocciano, si trova citato in una donazione effettuata nell'agosto del 1122 da un tale Fantolino di Nereto, tramite  il giudice Landrico, alla chiesa di Santa Maria Aprutienis
- È citato inoltre in un Atto del 1256 con il quale Roberto di Ripa-Rattieri (o «de Ripa Rapterii»), feudatario di Sparazzano (oggi scomparso, un tempo presso Miano) e di Altino (pure distrutto, presso Rocciano) ; fa un patto di cittadinanza col comune di Teramo. Lo ricorda ancora il Savini nel Comune teramano (Roma, 1895) p. 139;
- Nel 1799 secondo il racconto del sacerdote Angelo De Jacobis (in Coppa Zuccari, Invasione francese degli Abruzzi, III e IV ad indicem) Rocciano (qui a volte erroneamente chiamata Ricciano) e il suo territorio furono interessati da violenti scontri tra briganti e soldati francesi;
- Al borgo di Rocciano è legata la famiglia Spinozzi. Il sacerdote don Domenico Spinozzi fu uno degli educatori di Biagio Michitelli. Gli Spinozzi furono, con gli Adamoli, i fondatori nel 1857 della Ramiera sul Tordino.

## Chiesa di Santa Lucia
È una chiesa rurale del XVII secolo, ristrutturata e intonacata di bianco, con contorni in mattoni rossi. 
La facciata ha un piccolo portale e un oblò centrale. Il campanile a vela è in posizione centrale sopra la facciata. Su un lato vi è lo stemma araldico della famiglia che possedette il feudo. La chiesa ha pianta rettangolare a navata unica, con abside semicircolare.

## Bibliografia

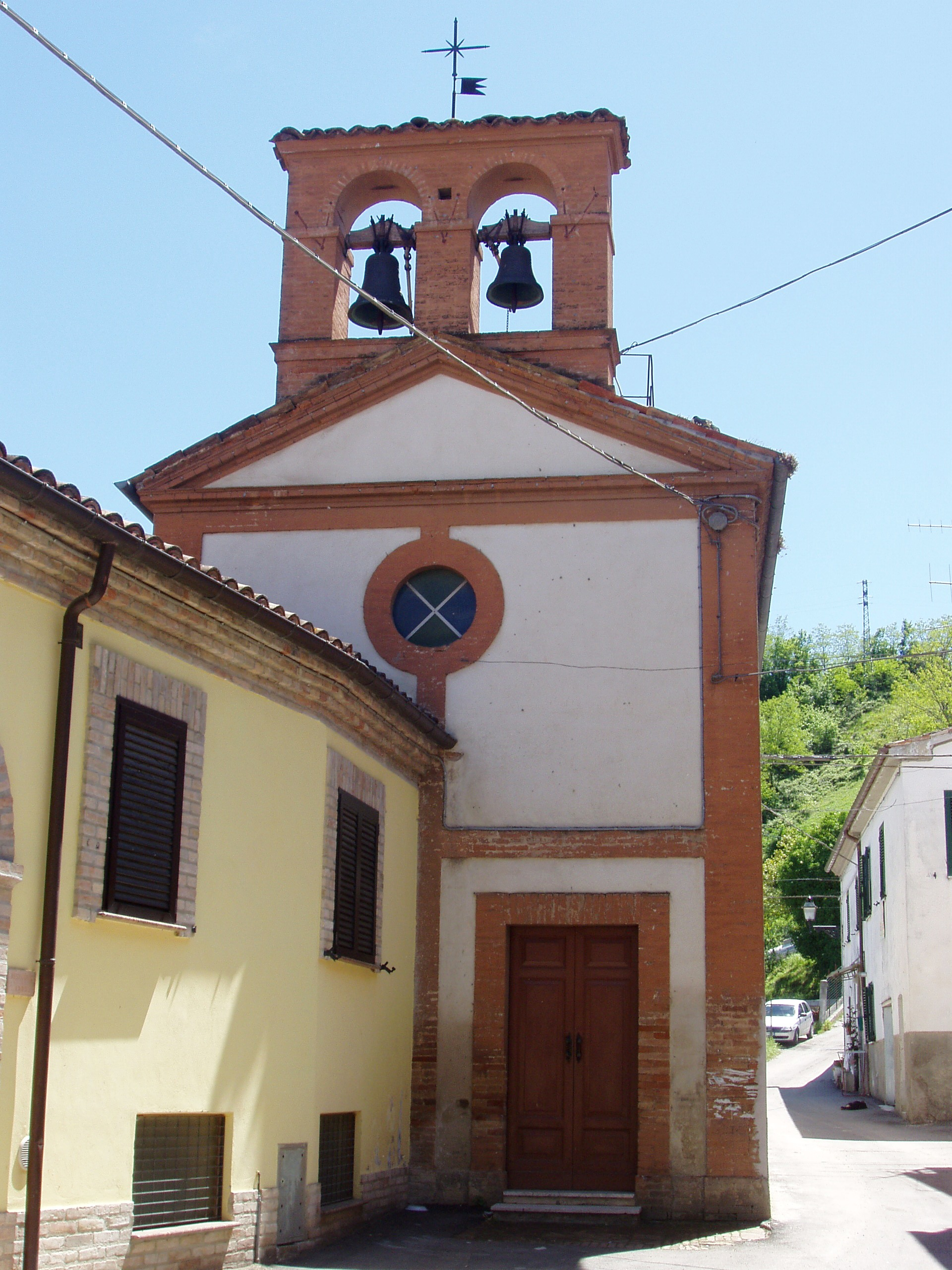
La chiesa parrocchiale di Rocciano (Teramo)